# Негр из Баньолеса

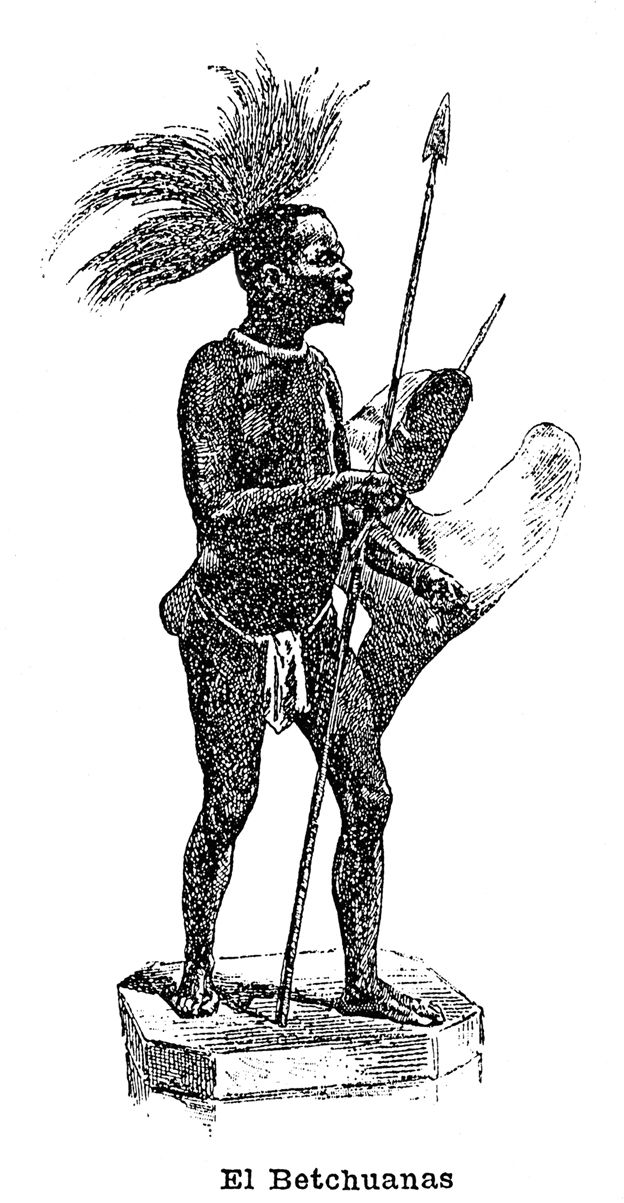
Иллюстрация в каталоге музея Барселоны (1888).

Негр из Баньолеса (кат. negre de Banyoles, исп. negro de Bañolas), также El Negro — чучело мужчины, представителя койсанских народов, которое до 2000 года было выставлено в музее Дардера города Баньолес в Каталонии (Испания), где являлось самым известным предметом экспозиции. В 1990-е годы этические вопросы существования такого экспоната стали предметом общественной дискуссии. В 2000 году останки были изъяты из экспозиции, перевезены в Ботсвану и захоронены.

## История
В 1830 году братья Жюль-Пьер и Эдуард Верро завладели трупом молодого мужчины, предположительно принадлежащего к одному из племён бушменов (они следили за похоронами, а ночью раскопали могилу и выкрали тело).  Мужчине было в районе 27 лет, его рост составлял около 130 сантиметров, а причиной смерти вероятнее всего была пневмония. Из кожи, черепа и других костей покойного сделали чучело, надев их на каркас из дерева и проволоки. В 1831 году вместе с другими предметами, полученными братьями Верро, чучело прибыло в Париж. В 1888 году его приобрёл каталонский ветеринар и натуралист Франциск Дардер (1851—1918). В 1916 году Дардер передал свою коллекцию муниципалитету Баньолеса, в результате чего был основан получивший его имя музей. Таким образом чучело охотника стало одним из экспонатов музея.
Вопрос этичности хранения в музее такого экспоната был впервые поднят 29 октября 1991 года, когда доктор гаитянского происхождения Альфонс Арселин из Камбрильса написал письмо мэру Баньолеса Хоану Солане. В письме он попросил последнего убрать из экспозиции останки человека, выставленные словно чучело животного. Письмо привлекло внимание СМИ, которые предали его широкой огласке. В 1992 году экспонат был переименован из «El Negro» в «El Bosquimano» («бушмен»).
Первый шаг к возвращению тела на родину был также сделан в 1991 году, когда тогдашний секретарь ЮНЕСКО Федерико Майор Сарагоса встретился с Хоаном Соланой. На необходимость возвращения и захоронения останков мэру Баньолеса также указал встретившийся с ним генеральный секретарь ООН Кофи Аннан.
Ряд африканских правительств выразили поддержку Арселину, отправившему несколько писем в СМИ и к главам правительств. История обеспокоила некоторые международные музейные ассоциации, поскольку после такого прецедента к ним могли быть предъявлены требования вернуть на родину и другие хранившиеся в музеях останки людей.
В 1997 году вопрос захоронения неоднократно поднимался в ООН и Организации африканского единства (ОАЕ). Испанская газета «El Mundo» назвала останки «реликвией колониализма». В марте этого же года тело было удалено из экспозиции музея Дардера. Однако, часть жителей Баньолеса отнеслись к этому отрицательно, так как считали бушмена «членом общины».

## Возвращение в Африку
Предложение захоронить у себя останки мужчины поступило в ОАЕ от правительства Ботсваны. С тела были удалены набедренная повязка и другие предметы, затем оно было переправлено в Национальный музей антропологии в Мадриде, где с останков были удалены искусственные части — деревянный каркас, глаза, волосы и гениталии. Череп, кожа и оставшиеся кости были положены в закрытый гроб и переправлены в Ботсвану, куда прибыли 4 октября 2000 года. Останки были с почестями захоронены 5 октября в парке Чолофело в столице Ботсваны Габороне. Могила была объявлена национальным памятником.